# جامع لالا مصطفى باشا (قبرص)
جامع لالا مصطفى باشا هو جامع تاريخي يقع في فاماغوستا في قبرص الشمالية.

## تاريخ المسجد
كان المسجد سابقا كاتدرائية بنى في القرن الثالث عشر ميلادي. وبعد احتلال قبرص علي يد القائد لالا مصطفى تم تحويله إلى مسجد وسمي بمسجد آيا صوفيا.
وفي عام 1954م غير اسمه مجددا إلى جامع لالا مصطفى باشا.

## معرض صور

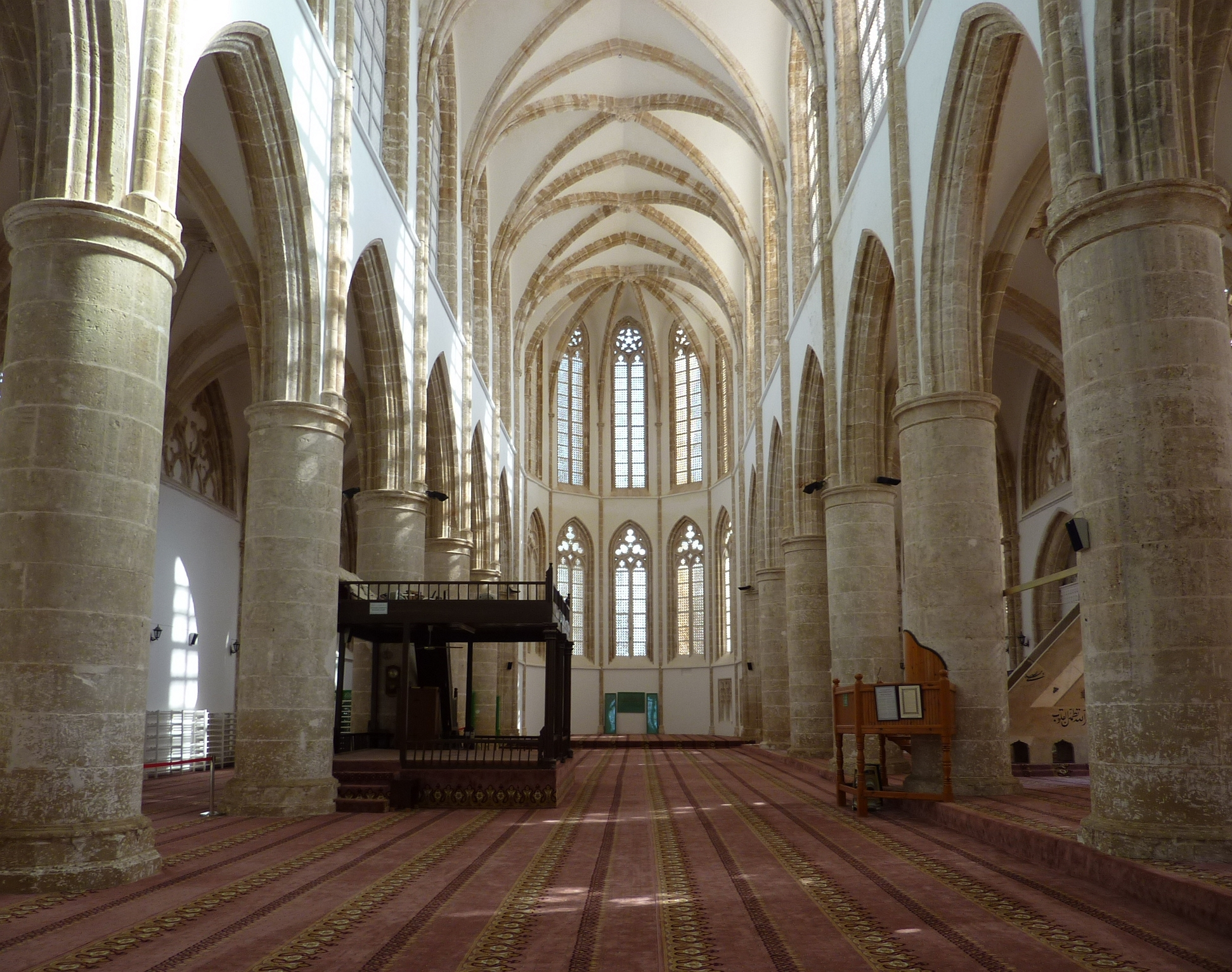
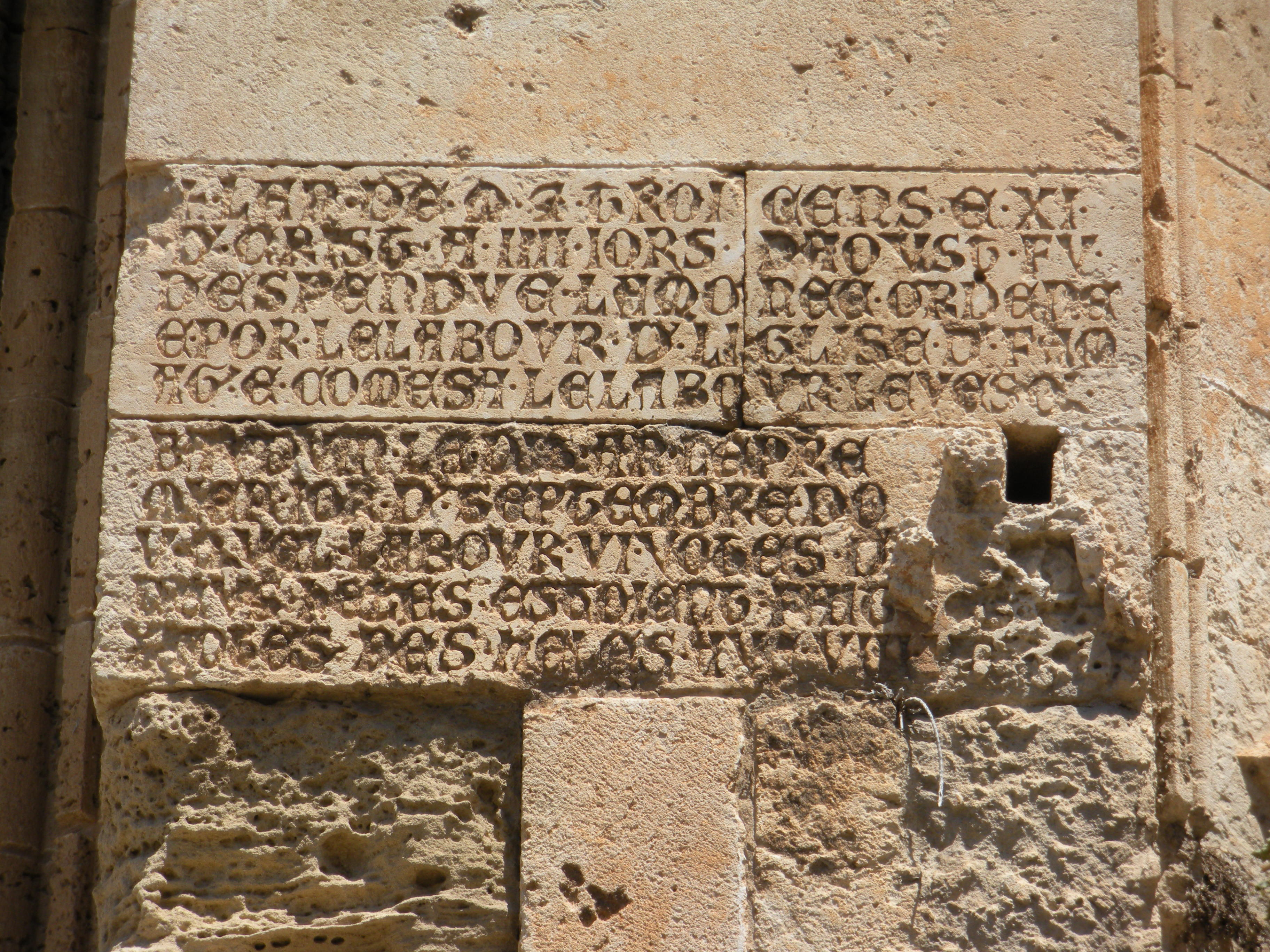
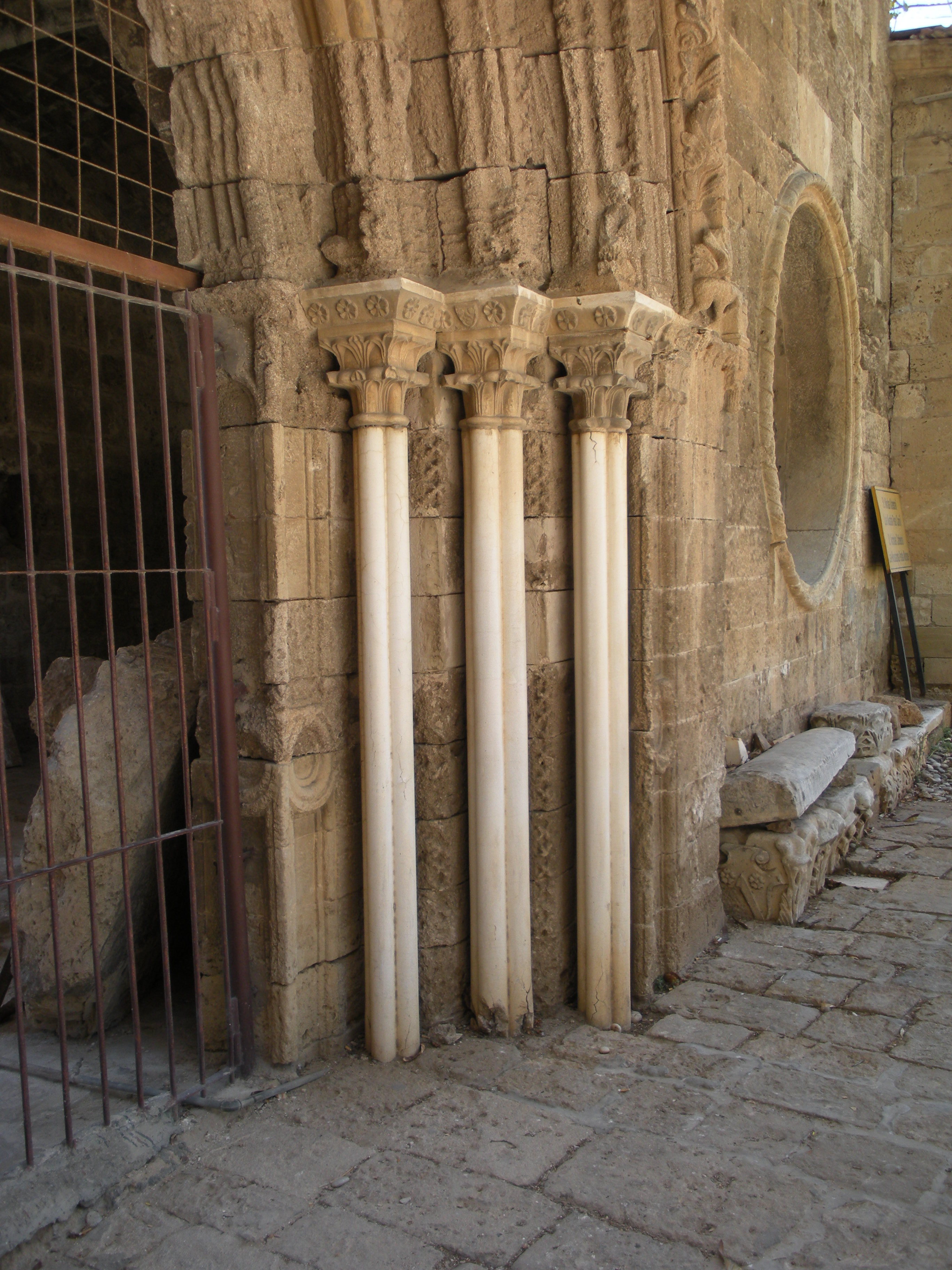
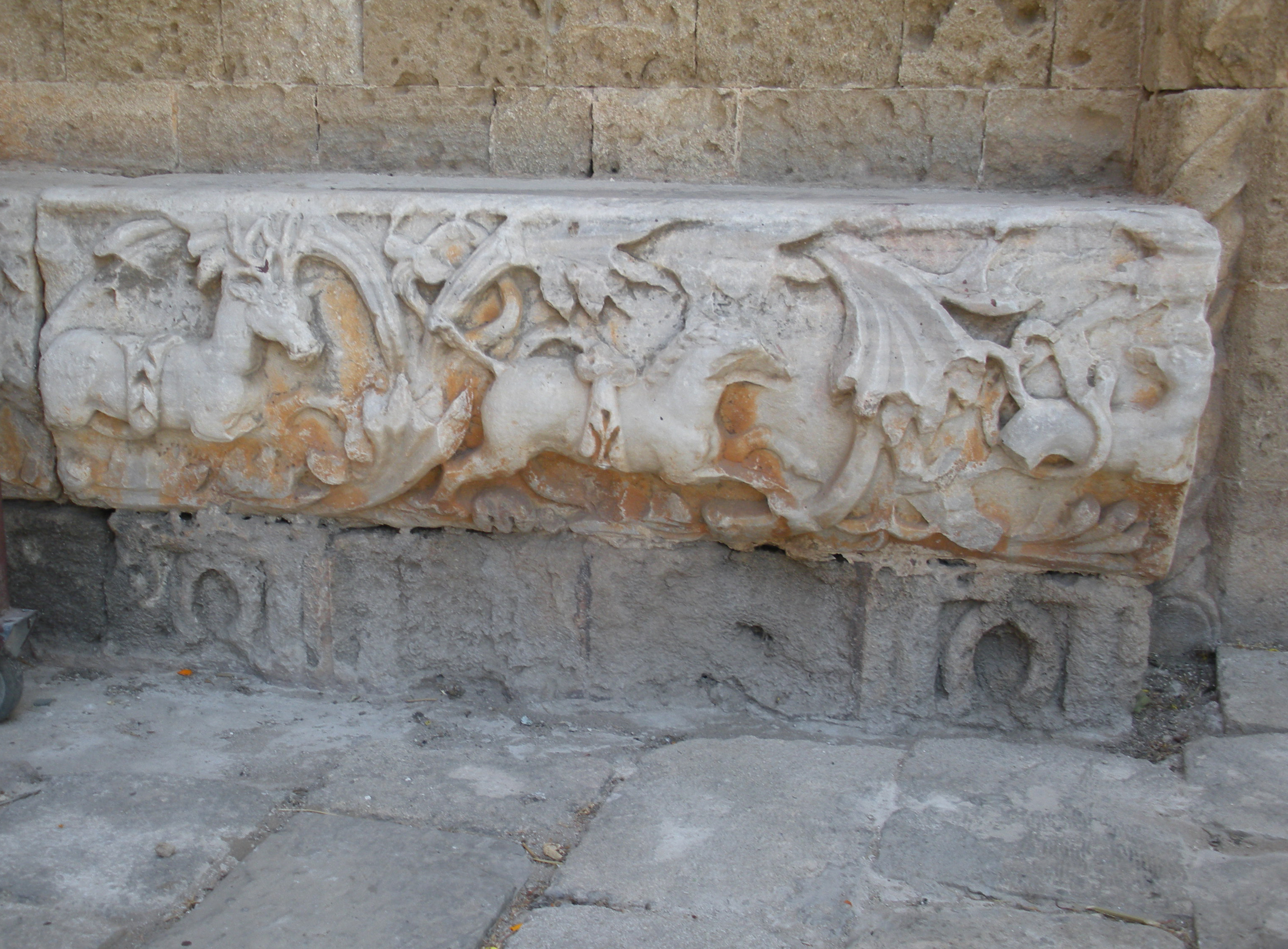

## أعلام
- جيمس الثالث ملك قبرص
- جيمس الثاني ملك قبرص